# Имбирь (пряность)

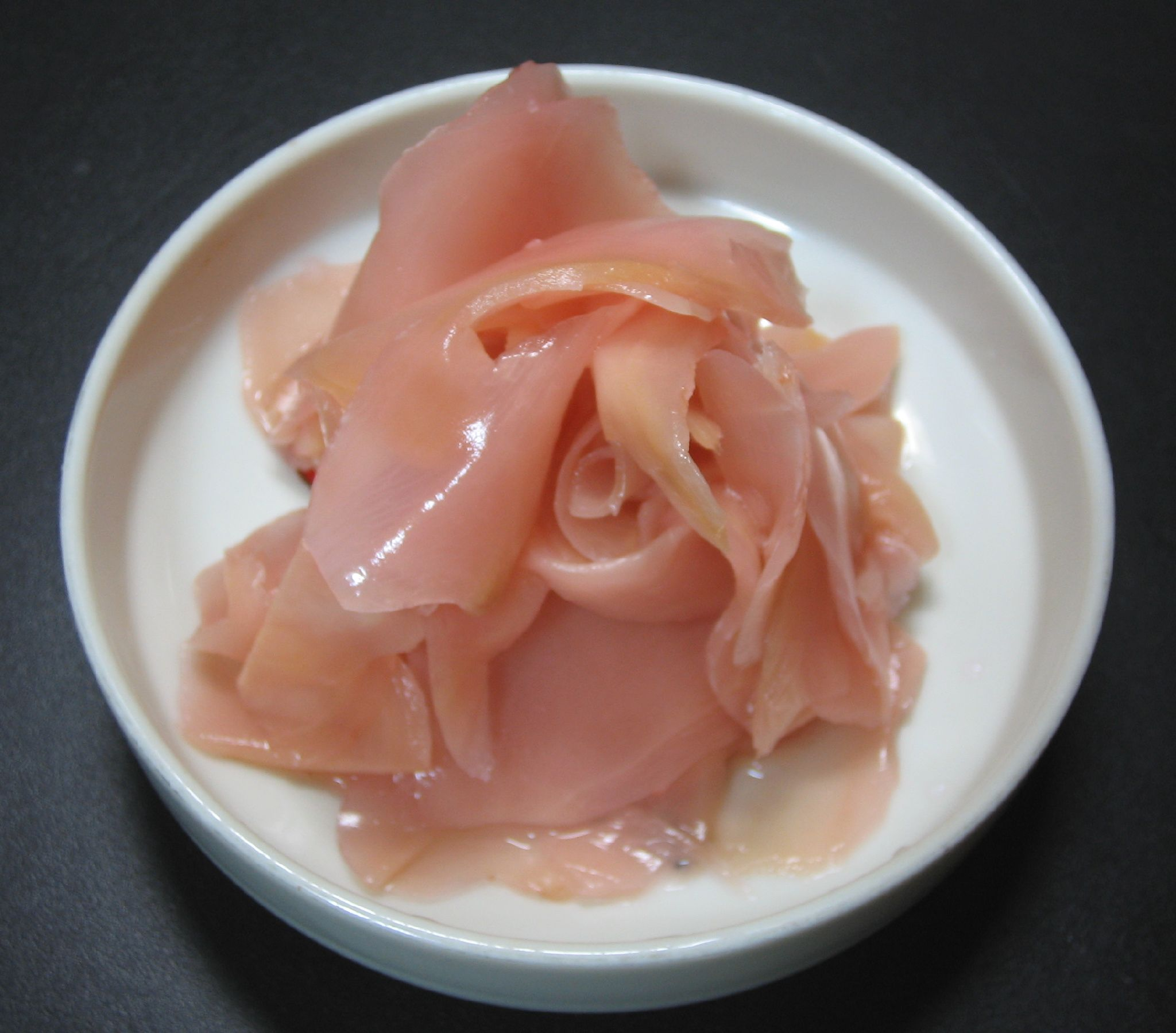
Маринованный имбирь

Имбирь — пряность, сырые или переработанные корневища имбиря аптечного, активно используется в национальных кухнях очень многих стран (прежде всего в Азии).

## Производство
В зависимости от способа предварительной подготовки различают два вида имбиря:
- белый — предварительно вымытый имбирь, очищенный от поверхностного более плотного слоя;
- чёрный — не подвергшийся предварительной обработке.

Оба вида высушивают на солнце. Чёрный имбирь в результате получает более сильный запах и более жгучий вкус. На изломе имбирь светло-жёлтого цвета независимо от вида. Плоть молодых корневищ почти белая; чем старше корневище, тем желтее оно на изломе.

### Внешние признаки
Фармакогностическое описание сырья:
- Форма — цилиндрическая, слегка приплюснутая.
- Размер — длина 5—7 см, диаметр 2—4 см.
- Характер наружной поверхности — ровный.
- Характер излома — мелкозернистый.
- Цвет наружной поверхности — светло-бурый.
- Цвет на свежем изломе — бурый.
- Запах — пряный, характерный, ароматный.
- Вкус — острый, жгучий.
- Специфические признаки — характерный запах, острый вкус.

### Химический состав
Содержание эфирного масла в сухих корневищах составляет 1,5—3 %, главным его компонентом является цингиберен (зингиберен) — сесквитерпены (группа органических соединений класса терпенов) — до 70 %; присутствуют также камфен, цинеол, бисаболен, борнеол, цитраль, линалоол. Кроме того, имбирь содержит витамины C, B1, B2 и незаменимые аминокислоты. Жгучий вкус обусловлен веществом гингерол.

## Применение
Чаще всего имбирь применяют в молотом виде. Молотая пряность представляет собой серовато-жёлтый мучнистый порошок. Если он имеет сильный и устойчивый аромат, то считается более качественным. Также широко применяется натёртый на мелкой тёрке или мелко нарезанный свежий корень. При натирании выделяет много сока; в некоторых рецептах, где нежелательна волокнистая структура зрелого корня, применяется только имбирный сок. 

### В кулинарии
Имбирь широко используется в русской кухне. Его кладут в сбитень, квас, наливки, настойки, брагу, мёд, в пряники, куличи, сдобные булочки.
Пристрастие добавлять имбирь в кондитерские изделия, сладкие блюда и напитки интернационально. Имбирь содержат леденцы, варенье, печенье, кексы, бисквиты, компоты, пудинги, пиво, ликёры многих кухонных традиций мира.
В странах Азии имбирь добавляют в пресервы и блюда из мяса, птицы, рыбы и морепродуктов, он входит в состав известной приправы карри, в качестве специфического ароматизатора его используют в некоторых сортах чая. Наряду с чесноком, является одной из основных традиционных приправ китайской кухни практически всех регионов страны.
Маринованный в сладком уксусе молодой имбирь — гари (яп. ガリ) — используют как приправу к суши и роллам, а также для их заедания с целью подготовки вкусовых рецепторов к другому виду суши. Для более привлекательного цвета гари подкрашивают в розовый цвет листьями красной периллы; натуральный цвет гари желтовато-серый. Нарезанный мелкой соломкой и маринованный в рассоле от умэбоси имбирь носит название бэни сёга (яп. 紅生姜), дословно «красный имбирь», и применяется в качестве гарнира к таким блюдам, как гюдон, якисоба, тонкацу и т.п.
Имбирь употребляют и как самостоятельный продукт. В Юго-Восточной Азии свежий имбирь засахаривают и делают из него варенье, в Китае, Индокитае, Бирме и в Англии в состав варенья из имбиря добавляют апельсиновую корку (оно известно под названием чоу-чоу).
Молотый имбирь в Индии добавляют в муку и выпускают 4 сорта имбирной муки с различным процентным содержанием этой специи.
В Англии, Австралии и в США делают имбирное пиво и мягкие неспиртные прохладительные напитки, например, имбирный эль. Безалкогольные напитки с содержанием имбиря популярны и в странах Европы (в том числе в России).
Использование имбиря в соусах к мясу, овощных и фруктовых маринадах характерно для европейской и американской кухонь. В странах Азии он используется непосредственно при тушении мяса и домашней птицы. На мясо имбирь оказывает не только ароматическое действие, но и делает его более мягким.
В разные блюда имбирь добавляют в разное время:
- в тесто — во время замеса, либо в конце его;
- при тушении мяса — за 20 минут до готовности;
- в компоты, кисели, муссы, пудинги и другие сладкие блюда — за 2-5 минут до готовности;
- в соусы — после окончания тепловой обработки.

Нормы закладки имбиря относительно высокие — до 1 грамма на 1 килограмм теста или мяса.

### В медицине
Корневище имбиря (лат. Rhizoma zingiberis) поступает в продажу в аптеки в очищенном или неочищенном от пробки виде.
Считается[кем?], что корневище обладает противовоспалительными свойствами для ротовой полости и горла.
Имбирь в виде настоя, настойки, заварки, порошка применяется при морской болезни, при язвенной болезни желудка, для повышения аппетита и улучшения пищеварения, атеросклерозе, нарушении жирового и холестеринового обмена, для нормализации состояния кровеносных сосудов.
«Имбирный чай» (отвар) с мёдом и лимоном часто пьют при простудных заболеваниях.
Компрессы применяют для снятия головных болей, болей в спине и при хроническом ревматизме.
Эфирное масло широко используется в ароматерапии для лечения психоэмоциональных расстройств, заболеваний опорно-двигательного аппарата, простудных и вирусных заболеваний. Применяется в горячих ингаляциях, в ваннах, для растираний, для массажа и внутрь.
В имбире содержится вещество гингерол, который в совокупности с другими[какими?] биоактивными компонентами имбиря обладает антидиарейной активностью у мышей.